# 집유령거미
집유령거미(Pholcus phalangioides)는 거미목 유령거미과 유령거미속의 거미로, 낡은 집, 학교 또는 어두운 곳에서 발견되는 거미이다. 몸 길이는 5~10mm정도로 작지만, 다리 길이는 최대 20mm로 다리가 길다. 성체는 노란색에서 갈색을 띄며, 머리가슴 부분은 평평하고, 배는 긴 달걀 형태를 띈다.